# Kościół św. Marii Magdaleny w Dobrodzieniu
Kościół św. Marii Magdaleny – rzymskokatolicki kościół parafialny położony przy pl. Wolności 4 w Dobrodzieniu. Kościół należy do parafii pw. św. Marii Magdaleny w Dobrodzieniu w dekanacie Dobrodzień diecezji opolskiej. 9 marca 1971 oraz 1 marca 1978 roku, pod numerem 1181/71 oraz 76/78 kościół został wpisany do rejestru zabytków województwa opolskiego.

## Historia kościoła
Pierwsza wzmianka o kościele św. Marii Magdaleny w Dobrodzieniu pochodzi z 1311 roku. Była to wówczas budowla drewniana, która przetrwała do 1846 roku. W tym roku, w czasie pożaru miasta, spłonął również kościół parafialny. Parafianie wraz z proboszczem podjęli decyzję o budowie nowej świątyni. Obecny murowany, wybudowano w stylu neoromańskim w latach 1851–1854. Wewnątrz na uwagę zasługują barokowe rzeźby św. Apolonii, św. Barbary i św. Jana Chrzciciela. Na placu przykościelnym stoi figura św. Jana Nepomucena.

## Organy
6 października 1856 roku odebrano organy wykonane przez firmę Haasa z Głubczyc. Kolejnym instrumentem były organy o trakturze pneumatycznej liczące około 30 głosów. Zwieńczeniem działalności ówczesnego proboszcza, ks. Alfreda Waindoki, wybudowano nowe organy firmy Lothar Simon & Sohn, które kosztowały parafię około 250 000 marek. Projektantem szafy organowej oraz modernistycznego jednosekcyjnego prospektu był H.J. Reuschel z Bucholz. Wiatrownice są klapowo-zasuwowe. Stół gry wbudowany jest centralnie w cokół szafy organowej. Miechy amortyzujące pod każdą wiatrownicą.
Dyspozycja organów:
| Manuał I          | Manuał II             | Pedał             |
| Hauptwerk         | Schwellwerk           |                   |
| ----------------- | --------------------- | ----------------- |
| 1. Trompete 8’    | 1. Oboe 8’            | 1. Trompete 8’    |
| 2. Mixtur 4 fach  | 2. Fagott 16’         | 2. Posaune 16’    |
| 3. Oktave 2’      | 3. Mixtur 4 fach      | 3. Choralbass 4’  |
| 4. Oktave 4’      | 4. Quinte 1⅓’         | 4. Gedacktbass 8’ |
| 5. Prinzipal 8’   | 5. Schwiegel 2’       | 5. Oktavbass 8’   |
| 6. Bordun 16’ *   | 6. Fugara 4’          | 6. Subbass 16’    |
| 7. Cornett 5 fach | 7. Prinzipal 8’       |                   |
| 8. Quinte 2⅔’     | 8. Sesquialter 2 fach |                   |
| 9. Blockflöte 4’  | 9. Traversflöte 4’    |                   |
| 10. Rohrflöte 8’  | 10. Vox celeste 8’    |                   |
| 11. Gambe 8’      | 11. Salicional 8’     |                   |
|                   | 12. Holzgedackt 8’    |                   |

## Galeria

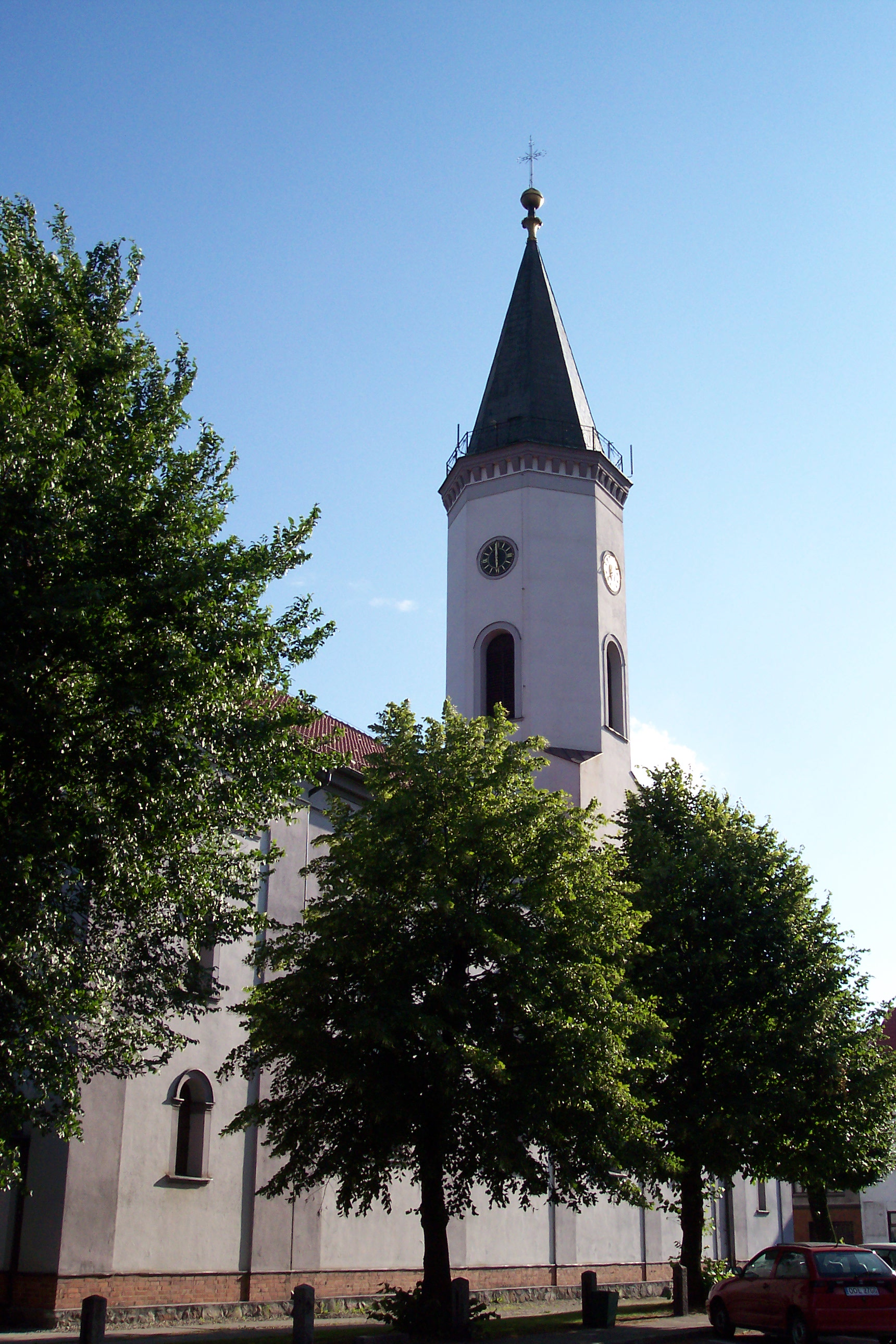
Widok na wieżę kościoła
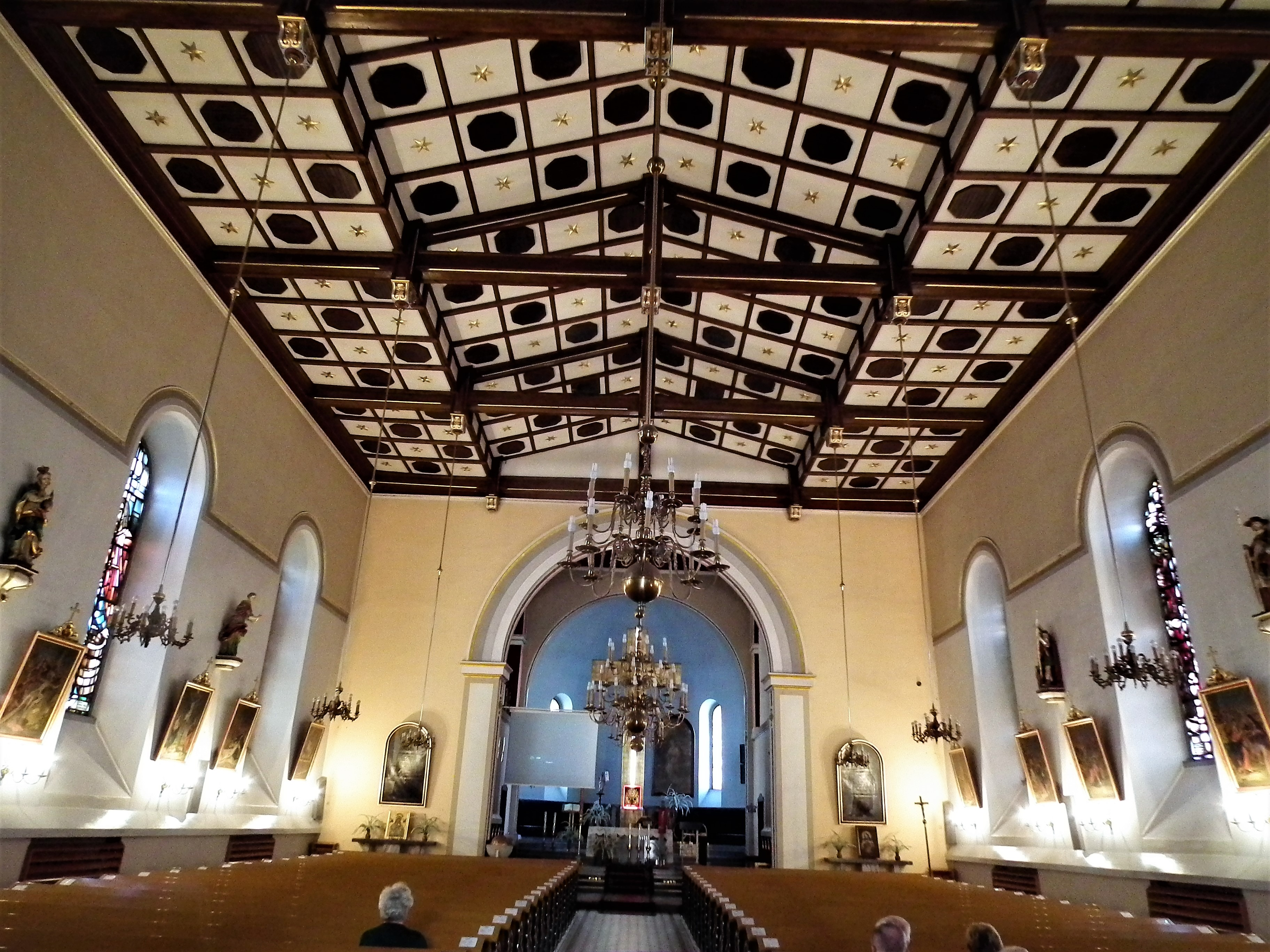
Wnętrze kościoła
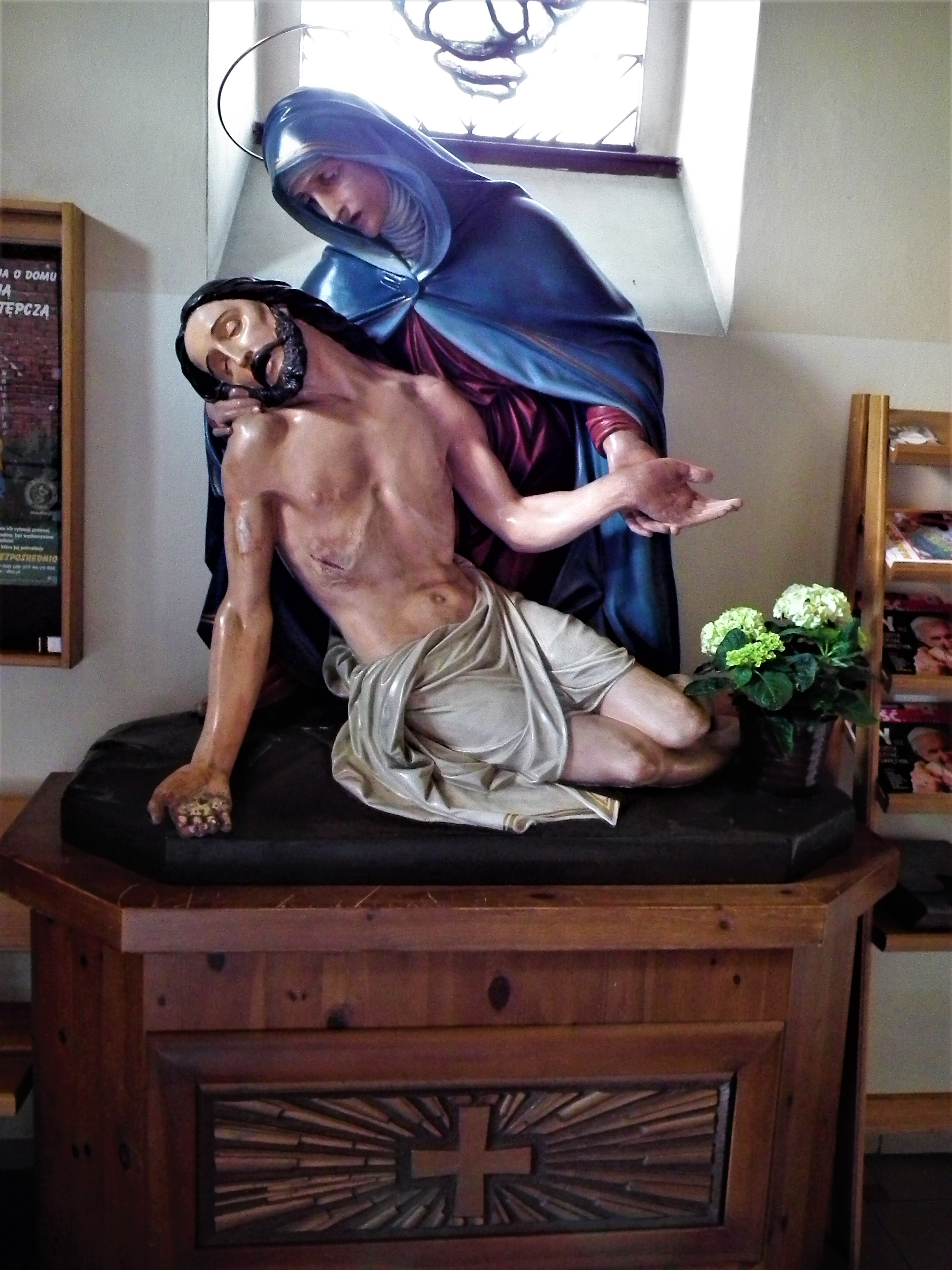
Pietà
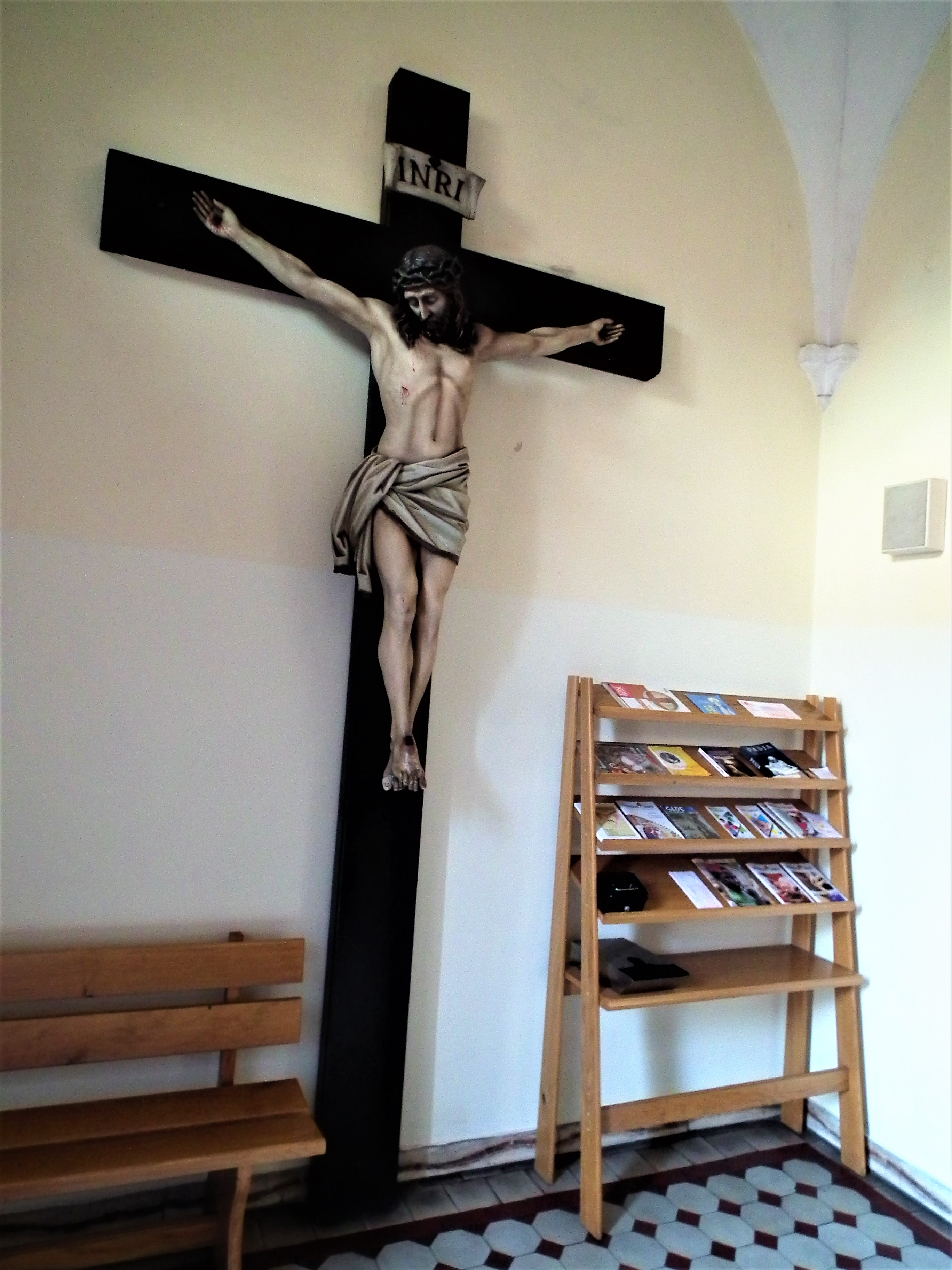
Krucyfiks w kruchcie
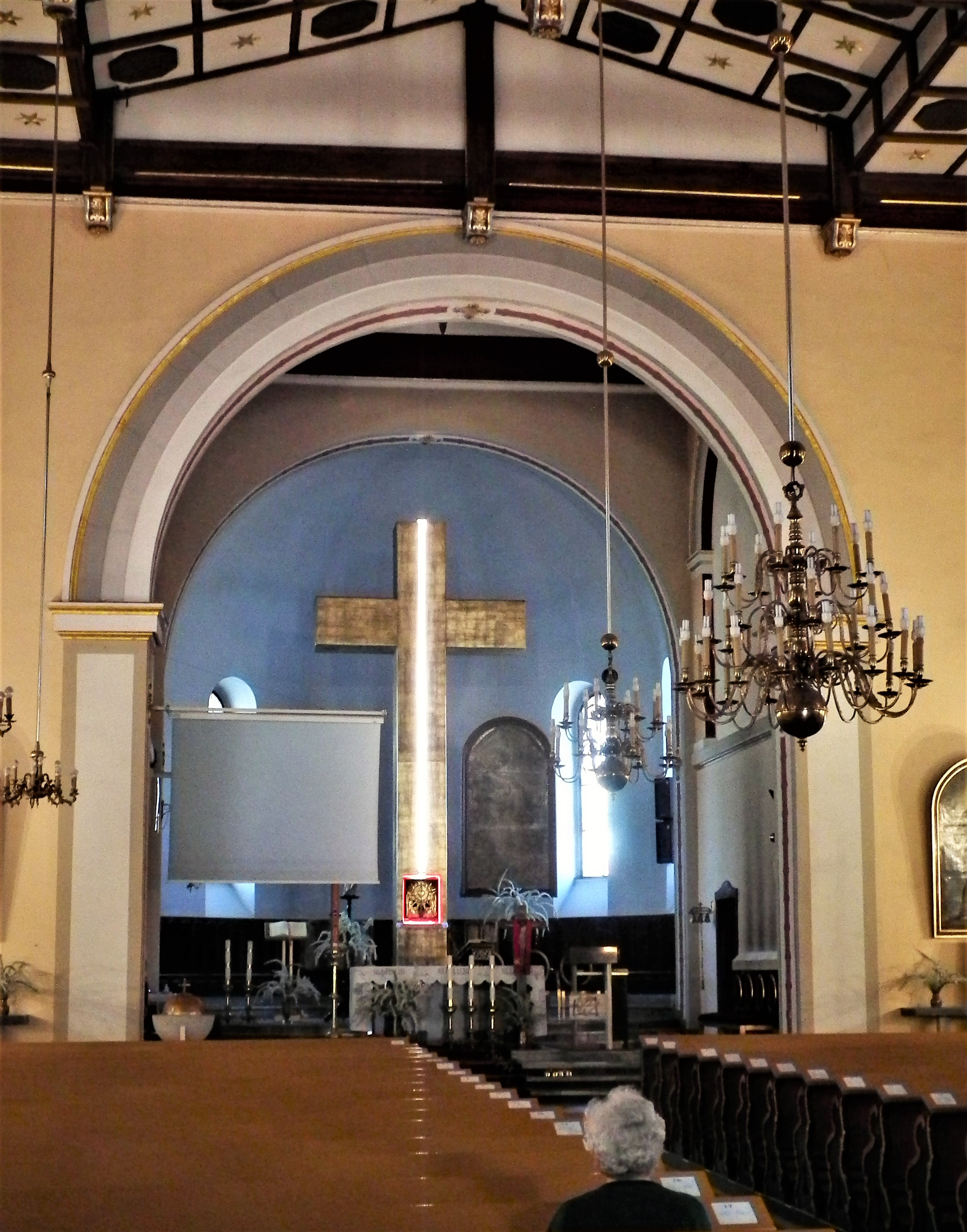
Krzyż wewnątrz kościoła